# Bactrocera salamander
Bactrocera salamander är en tvåvingeart som först beskrevs av Drew och Albany Hancock 1981.  Bactrocera salamander ingår i släktet Bactrocera och familjen borrflugor. Inga underarter finns listade.